# 盐业银行
盐业银行是中华民国大陆时期的一家银行，总部位于北京，后迁上海，是“北四行”之一。

## 历史
1913年，梁士诒代理北洋政府财政总长时，曾向当时国务院建议设立盐务实业银行。袁世凯表弟、清末曾任盐运使的张镇芳于1914年10月取得批准筹办。
1915年3月26日，盐业银行开业于北京西河沿東头。原拟由盐务署拨给官款，经收全部盐税收入，实行官商合办。但第二年袁世凯病死，盐务署不拨官款，经收盐税亦未能成为事实，遂改为商办。股東多為前清勳貴，如那桐、张勋、王占元、袁乃宽、张怀芝、倪嗣冲、刘炳炎等。盐业银行成立时额定资本银500万元，分作五万股，财政部认定二万股，实收125万元，1925年增至650万元，1933年又增至750万元，为私营银行中实收资本最大者之一（另一家为中南银行）。
盐业银行董事长兼总经理为张镇芳，不久后因参预张勋复辟被捕，由段祺瑞內閣派原大清银行南昌分行总办吴鼎昌继任总经理。1921年，奉系军阀张作霖做大，张镇芳養子張伯駒從中奔走，张镇芳回任盐业银行董事长。
1915年6月18日，盐业银行在上海设立分行。早期的沪行经理为倪远甫。业务以经营一般商业银行的存、放款为主，汇兑为辅，间亦买卖证券、金银、货币。盐业银行在整个北洋政府时期，营业极为发达，存款经常占私营银行的首位。利用北洋背景，发展业务，扩张势力。以抵押、收购等方式掌控大批纱厂、航运、外贸、盐业、化工等企业，金融触角遍及国内外，成为当时商业银行中执牛耳者。
1922年，盐业银行與中南銀行、大陸銀行及金城銀行建立四行储蓄会，合稱「北四行」。1934年四行储蓄会興建远东第一高楼國際飯店。
盐业银行初期业务重心在北方，1934年6月，盐业银行总管理处迁至上海，业务中心开始南移。分支机构除京、津、沪外，在汉口、南京、杭州、青岛、广州、香港等地亦都有设立。
抗战结束后，总管理处迁往上海北京路280号盐业银行大楼。
1951年9月参加“北五行”联营联管，又于1952年11月加入私营金融业的全行业公私合营。其后盐业银行香港分行納入中银集团，2001年10月1日併入中銀香港。

## 各地旧址

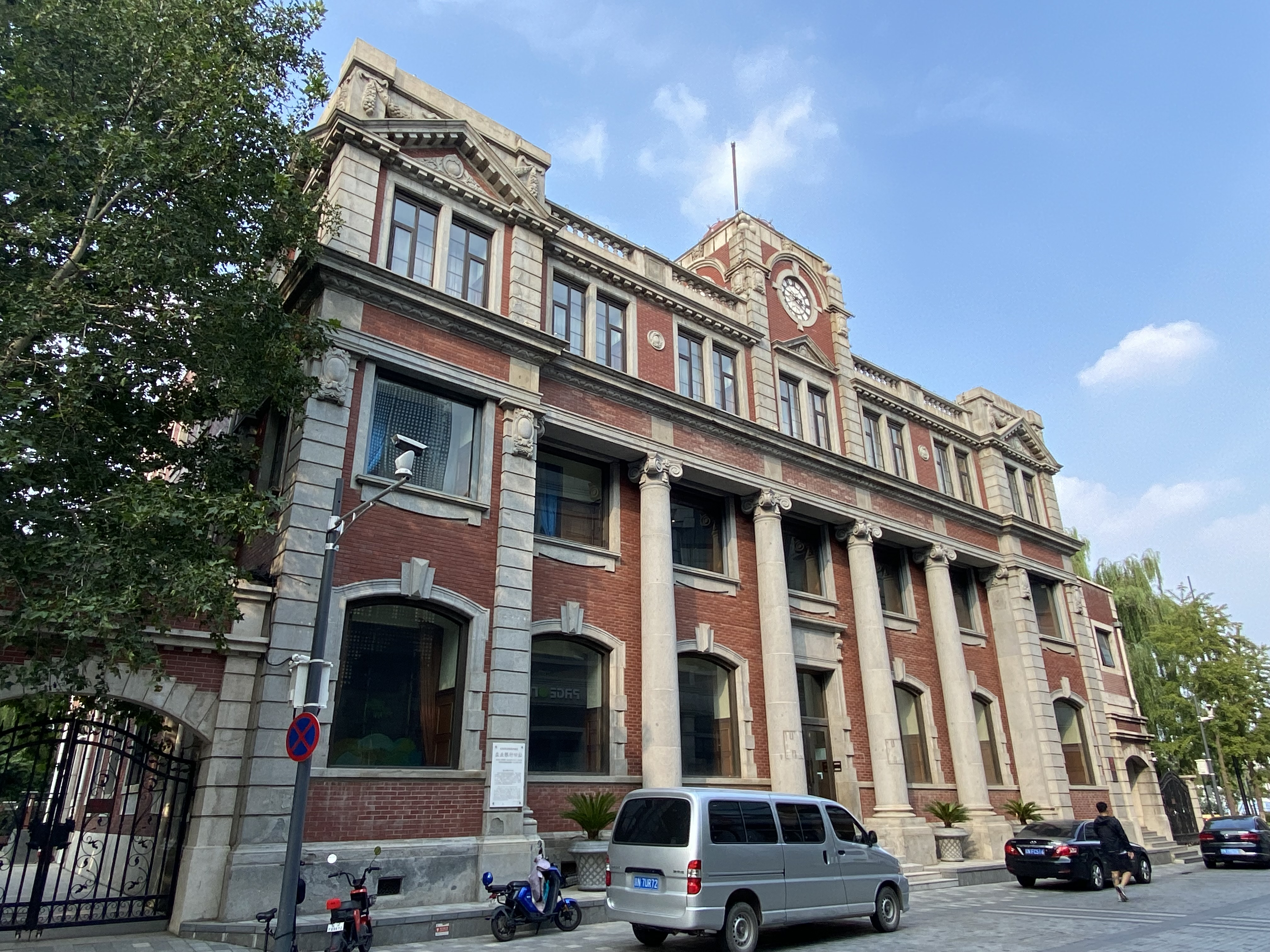
北京盐业银行旧址
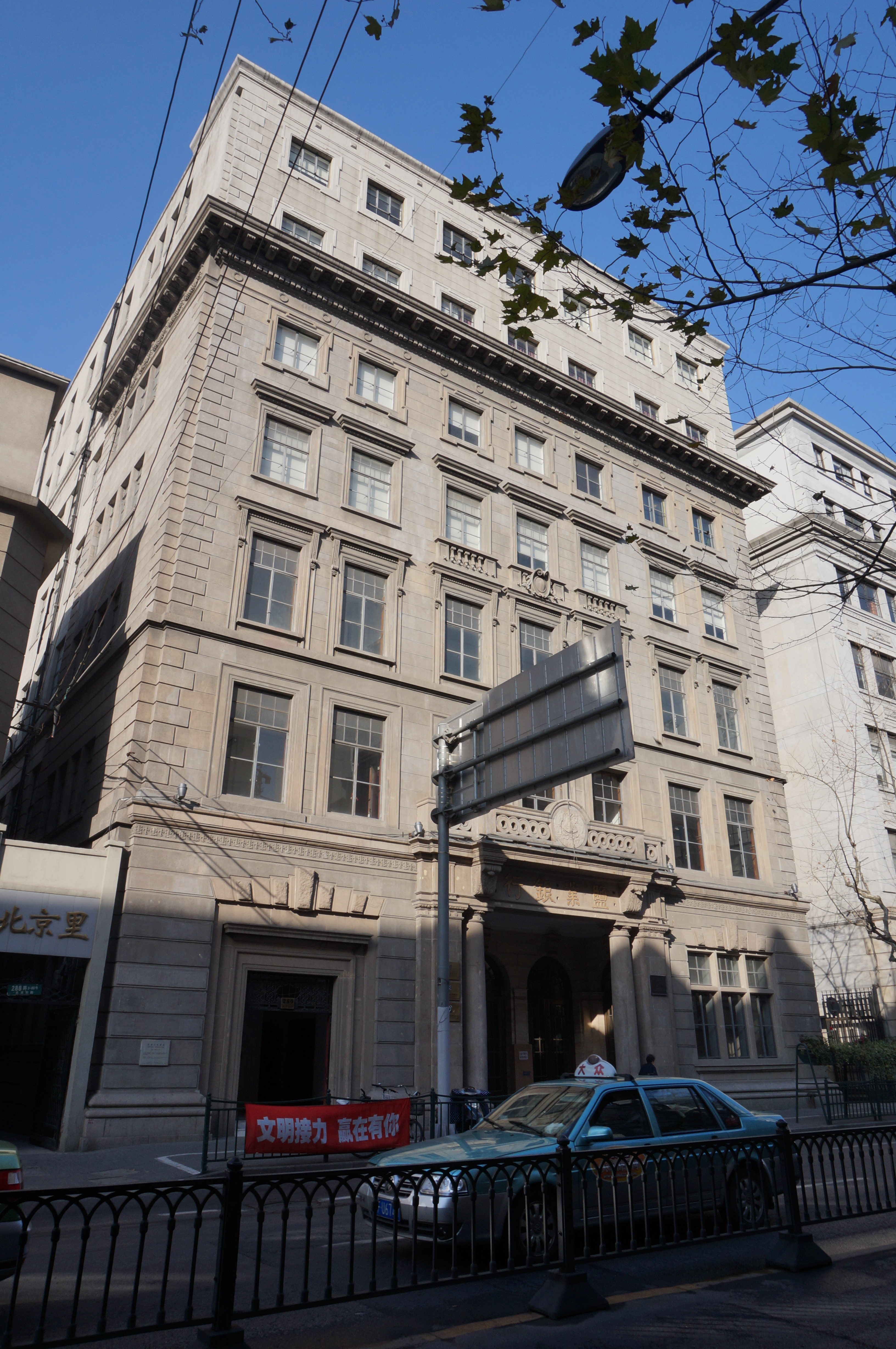
上海盐业大楼
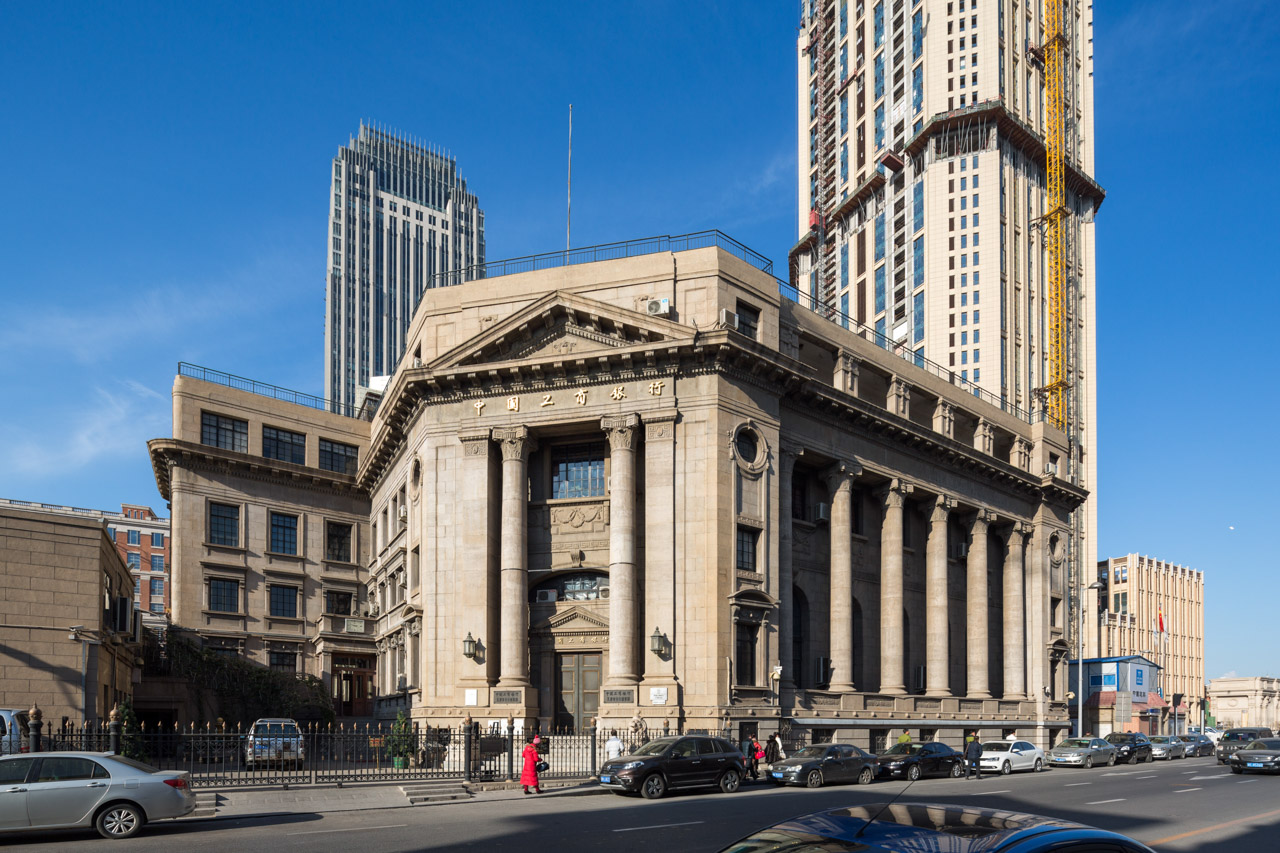
天津盐业银行旧址
汉口盐业银行旧址